# Bildstock (Diebach; Straße nach Untereschenbach)

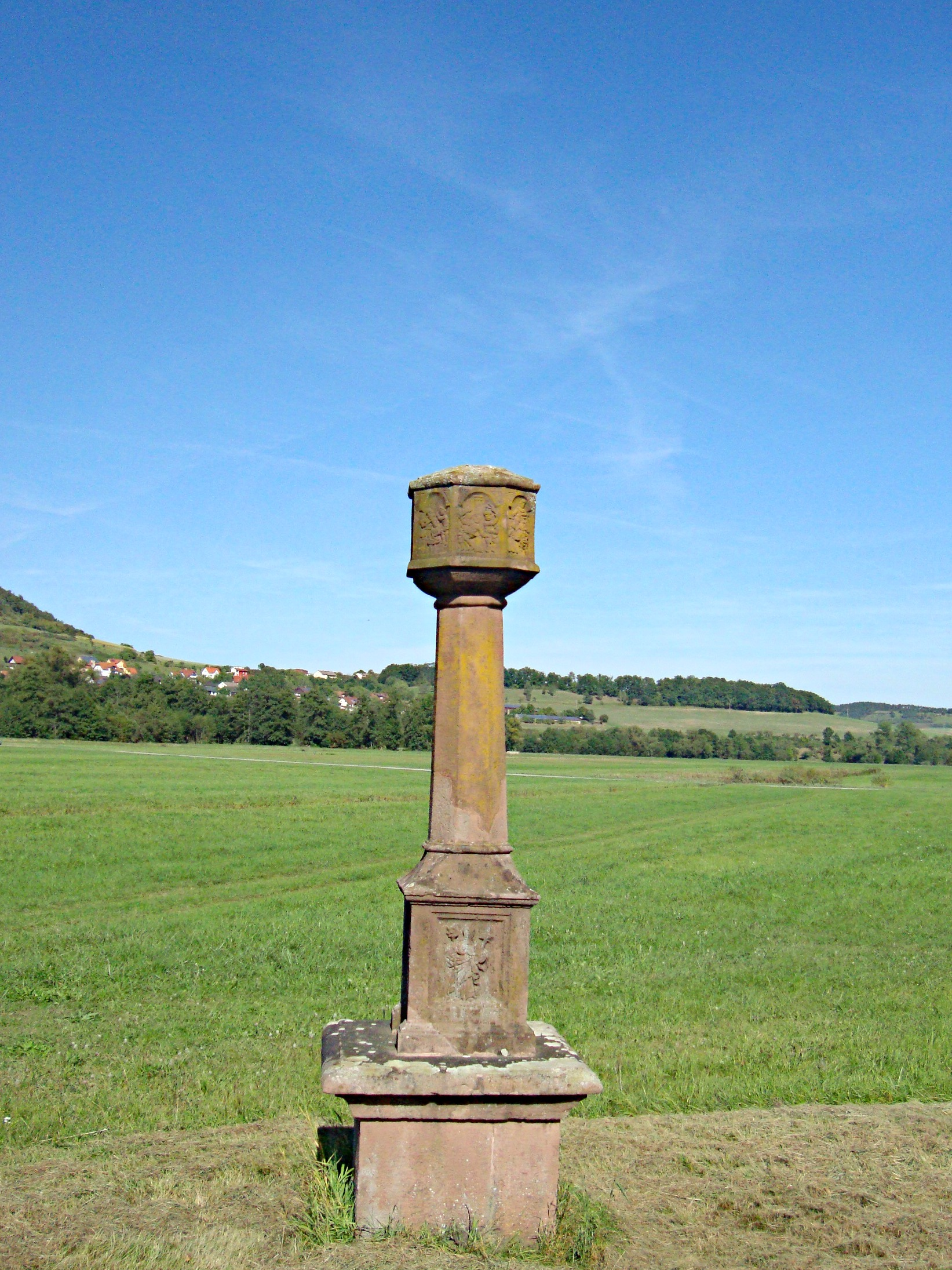
Bildstock in Diebach, an der Straße nach Untereschenbach.

Der Kreuzdachbildstock Straße nach Untereschenbach befindet sich in Diebach, einem Gemeindeteil der Kleinstadt Hammelburg im Landkreis Bad Kissingen, an der Straße nach Untereschenbach.
Er gehört zu den Baudenkmälern von Hammelburg und war früher unter der Nummer D-6-72-127-103 und jetzt unter der Nummer D-6-72-127-99 in der Bayerischen Denkmalliste registriert.

## Beschreibung
Der 305 cm hohe Bildstock besteht aus rotem Sandstein. Er entstand im Jahr 1695 oder 1716. Der Sockel hat die Abmessungen 76 cm × 107 cm × 107 cm. Der Schaft ist 98 cm hoch.
Der Bildstock besteht aus einem polygonen Gehäuse mit Reliefs aus der Leidensgeschichte mit Inschriften unter jedem Relief:
a) "Jesus vor dem Richter: .....VOR HERODES GEFÜHRT"

b) "Jesus am Ölberg: .....SCHWITZENT BLUD"

c) "Jesus im Schoße seiner Mutter: .....VON SEINER MUTTER EINGEBETT"

d) "Jesus wird gekreuzigt: .....CREUTZ GENAGELT"

e) "Jesus fällt unter dem Kreuz: .....CREUTZ GETRAGEN UND ERDEN GEFALLEN"

f) "Jesus wird abgeführt: .....NACH DEM HOHNE ......"

g) "Jesus wird mit Dornen gekrönt: .....?"

h) "Jesus wird gegeißelt: .....?"

Die Felder sind 31 cm × 19 cm groß.
Der Säulenfuß hat die Abmessungen 81 cm × 55 cm × 55 cm und ist pyramidenstumpfartig nach oben abgeschlossen. Die Reliefblenden zeigen die Kreuzigung Christi, den hl. Georg, den Drachentöter. den hl. Antonius von Padua und den hl. Bischof. Die Inschrift im Rahmen des Säulenfußes lautet:

„Jesus Ist Um Unser Sünd Willen Am Creutz Gestorben. 1716.“